# Tor Heiestad
Tor Heiestad, né le 13 janvier 1962 à Oslo, est un tireur sportif norvégien.

## Carrière
Tor Heiestad participe aux Jeux olympiques de 1988 à Séoul et remporte la médaille d'or dans l'épreuve de la cible mobile 50 mètres.